# Borró Cassette
Borró Cassette je píseň kolumbijského zpěváka Malumy, která pochází z jeho druhého alba Pretty Boy, Dirty Boy. Byl vydány 29. června 2015 jakožto druhý singl u vydavatelstvy Sony music Latin. Písnička měla pozitivní reakci ze strany hudebních kritiku. V Latinské Americe se stal komerčně úspěšným singlem, dostal se na čele žebříčku v Kolumbii a do první top pětky ve Venezuele.

## Hitparáda
| Země                      | Umístění |
| ------------------------- | -------- |
| Dominikánská republika    | 15       |
| Kolumbie                  | 1        |
| US Hot Latin Songs        | 3        |
| US Latin Tropical Airplay | 1        |
| Venezuela                 | 4        |